# Chiara Pastorini
 (juillet 2024).
L'article doit être relu — et modifié si nécessaire — par des contributeurs indépendants pour apporter un regard critique aux contributions effectuées en violation des conditions d'utilisation de Wikipédia, tant sur la forme (notamment concernant le style encyclopédique, la proportionnalité) que sur le fond (la neutralité de point de vue, la qualité et l'indépendance des sources).
Chiara Pastorini, née le 26 juin 1976 à Ovada en Italie, est une philosophe, essayiste, et écrivaine de littérature jeunesse. Elle exerce également une activité d'animatrice et de formatrice en philosophie pour enfants.

## Biographie
Chiara Pastorini a étudié en Italie, aux États-Unis et en France, et a soutenu en 2008 un doctorat en philosophie et en sciences sociales théoriques et appliquées sur le « Conceptualisme et non conceptualisme chez Ludwig Wittgenstein» à l'Université de Paris 1 Panthéon-Sorbonne, en co-tutelle sous la direction de Jocelyn Benoist de l’Université de Paris 1 et Patrick Coppock de l’université de Modène et de Reggio d'Émilie.
Avant ce parcours en philosophie, Chiara Pastorini a réalisé des études en odontologie à l’université de Pavie, en Italie, et obtenu le diplôme d’État de docteur en chirurgie dentaire (Laurea). Elle a été en même temps élève du Collegio Ghislieri de Pavie.
En 2014, Chiara Pastorini fonde à Paris Les Petites Lumières,, un projet d'éveil à la philosophie pour enfants et adolescents.
Depuis 2017, elle est formatrice pour l’association SEVE.
Autrice de plusieurs ouvrages de philosophie pour enfants traduits en une dizaine de langues, elle a notamment publié l’album Le goût de la vie (2022), l’étui de cartes La Terre et nous (2022), la BD Les vrais sages sont des rebelles (préface de Charles Pépin, 2021), le manuel pour les enseignants Une année d’ateliers philo-art (préface de Michel Tozzi, 2019).
Depuis 2016, elle a publié une vingtaine d’ouvrages pour enfants, cependant en 2011 est paru le livre Ludwig Wittgenstein. Une introduction (Pocket, 2011) et en 2024 le recueil de poésie Poèmes blancs qui s'adressent à un lectorat adulte,.
Elle collabore régulièrement à Philosophie Magazine, avec la rubrique Comme des grands, et à la revue belge Philéas & Autobule.
Elle intervient dans plusieurs festivals de philosophie : Les Rencontres Michel Serres à Agen, Philosophia à Saint Émilion, Les Rencontres philosophiques de Monaco, Les Rencontres Inattendues à Tournai,.

## Activités de recherche et d'enseignement
Son activité de recherche dans le domaine de la philosophie pour enfants, l’amène à concevoir une nouvelle méthode : la méthode holistique (du grec holos, « entier »), qui considère l’enfant dans sa globalité (esprit rationnel et corps perceptif). Cette méthode combine la discussion avec des pratiques artistiques, et le geste créatif du corps joue un rôle important dans l’émergence de la pensée et du questionnement.
Chiara Pastorini fait partie du comité scientifique et culturel de la Cité des sciences et de l'industrie pour l'exposition Transparence (depuis 2022), et du comité scientifique de AXXIS (Apprendre au XXIe siècle) (depuis 2021).
Depuis 2019, elle est chargée d’enseignement à l’université Paris-Dauphine sur les « Grands Enjeux Contemporains »[réf. souhaitée].

## Culture et médias
Son activité et ses ouvrages ont fait l’objet d’articles dans plusieurs journaux :
Le Monde, Sud Ouest, Le Parisien,, L’Express, Philosophie Magazine,, Femme actuelle, Hong Kong Economic Times, Panorama di Novi.

« Si vous aspirez à constituer une bibliothèque pour vos enfants et ceux des générations futures, pensez à y glisser celui-ci. Car la grande question de cet ouvrage, celle qui assombrit soudain la vie du petit Marcello et lui coupe l’appétit, sortira de la bouche de vos enfants, un jour où vous ne l’attendrez pas, entre le fromage et la poire. »

— Clara Georges, Le Monde, 12 février 2022.
Chiara Pastorini est intervenue dans plusieurs émissions radio et télévisées pour parler de la philosophie pour enfants : 
Le 6/9 (France Inter, 12 novembre 2023), Les Éclaireurs (Canal +, 08 novembre 2023), La Quotidienne (Sqool TV, 09 octobre 2023 et 26 octobre 2022),, La maison des maternelles, La philo dès le CP (France 5, 03 avril 2018).

## Œuvres

### Livres
- Ludwig Wittgenstein. Une introduction, Pocket, 2011  (ISBN 978-2-266-18380-2)
- Une année d’ateliers philo-art, préface de Michel Tozzi, Nathan, 2019  (ISBN 978-2-09-124715-1)
- Journal poétique de ma grossesse. Et des premiers mois de mon bébé, Mango, 2022 (ISBN 978-2317029080)
- Philosopher en famille - 8 ateliers philo-art pour partager, penser et créer ensemble, illustrations d'Eve Grosset, Hatier, 2022  (ISBN 978-2-40-108334-9)
- Se faire confiance, illustrations de Violaine Leroy, Gallimard, 2024  (ISBN 978-2-07-519285-9)
- Poèmes blancs, La Lucarne des Écrivains, 2024  (ISBN 978-2-37673-061-3)
- 100 QUESTIONS (hautement) philosophiques que vous posent vos enfants, illustrations de Léna Piroux, Solar, 2025  (ISBN 978-2263188510)

### Livres pour enfants
- Pourquoi je ne suis pas un griffon ? Une aventure avec Platon, Les Petites Lumières, Paris, 2016. (ISBN 979-10-95741-00-8)
- Galilée part en vrille, Les petits Platons, 2019. (ISBN 978-2-36165-096-4)
- Qu’est-ce qu’un humain ?[34], préface d'Edwige Chirouter, illustrations d'Olympe Perrier, L’initiale, 2020. (ISBN 978-2-917637-61-6)
- Les vrais sages sont des rebelles[35], dessins de Perceval Barrier, préface de Charles Pépin, Nathan, 2021  (ISBN 978-2-09-259429-2)
- Liberté, où es-tu ?, L’initiale, 2021. (ISBN 978-2-917637-68-5)
- Alice et Simon se posent plein de questions[36], coll. Et si on philosophait ?, éditions Jungle, 2021. (ISBN 9782822233798)
- Mentir, c’est quoi ?, coll. Qu’en penses-tu ?, Hachette, 2022. (ISBN 978-2-01-717108-9)
- Grandir, c’est quoi ?, coll. Qu’en penses-tu ?, Hachette, 2022. (ISBN 2017171166)
- Le goût de la vie[8], Père Castor, Flammarion, 2022.  (ISBN 9782080253248)
- La cité des sages[37], scénario de Chiara Pastorini, dessin de Fiamma Luzzati, éditions Philippe Rey, 2022  (ISBN 978-2-84-876974-5)
- Léger comme un papillon, Père Castor, Flammarion, 2022  (ISBN 9782080263308)
- Être méchant, c’est quoi ?, coll. Qu’en penses-tu ?, Hachette, 2023. (ISBN 2017203351)
- Le chemin du bonheur, Père Castor, Flammarion, 2023  (ISBN 9782080411648)
- Les vrais sages disent non !, dessins de Perceval Barrier, Nathan, 2023  (ISBN 978-2-09-249646-6)
- Dans le secret des dieux, dessins de Anjuna Boutan, Nathan, 2024  (ISBN 978-2-09-502238-9)

### Étuis de cartes
- Mon atelier philo. 30 concepts pour initier son enfant à la philosophie, coll. Ma boîte à outils, Mango, 2021. (ISBN 978-2317026942)
- La Terre et nous. 30 concepts pour initier son enfant au développement durable, coll. Ma boîte à outils, Mango, 2022.  (ISBN 978-2-317-02910-3)
- Mon atelier philo. Nouveaux thèmes. 30 concepts pour initier son enfant à la philosophie, coll. Ma boîte à outils, Mango, 2022. (ISBN 978-2-317-02917-2)
- La différence, c'est quoi ?. 30 concepts pour éveiller à la tolérance, coll. Ma boîte à outils, Mango, 2022. (ISBN 978-2 317-02926-4)

### CD
- La philosophie racontée aux enfants[38] (par François Morel), Frémeaux, 2019.
- La philosophie racontée aux enfants (par François Morel), vol. 2, Frémeaux, 2021.

### Jeux
- À la découverte des émotions, L’initiale, 2020.